# Sveti Juraj u Trnju
Sveti Juraj u Trnju is een plaats in de gemeente Donji Kraljevec in de Kroatische provincie Međimurje. De plaats telt 285 inwoners (2001).